# James Douglas (médecin)
Pour les articles homonymes, voir Douglas.
Le docteur James Douglas (21 mars 1675 - 2 avril 1742) était un médecin et anatomiste britannique, membre de la Royal Society, et médecin de la Reine.

## Biographie
Frère du célèbre lithotomiste John Douglas (décédé en 1759), James Douglas est né à West Calder, dans le West Lothian en 1675. En 1694 il passa sa maîtrise à l'université d'Édimbourg et obtint son doctorat en médecine à Reims avant de revenir à Londres en 1700.
Il travailla comme obstétricien, et il devint un médecin réputé. Il fut élu membre de la Royal Society en 1706, et du College of Physicians en 1721. Il devint le médecin particulier de la reine Caroline (Caroline d'Ansbach).
Il pratiqua l'obstétrique, et réalisait des dissections publiques à son domicile.
Douglas fut le mentor et l'ami de l'anatomiste et chirurgien William Hunter (1718–1783), qu'il rencontra en 1740 lorsque Hunter s'installa à Londres. Hunter habita chez Douglas et y demeura après la mort de ce dernier le 12 avril 1742, à Londres, laissant une femme et deux enfants.

## Terminologie
Son nom est associé à divers termes anatomiques, à la suite des recherches de Douglas en matière d'anatomie pelvienne féminine, parmi lesquels :
- Cul-de-sac de Douglas, point le plus bas de la cavité pelvienne de la femme formée par la déflexion du péritoine limité en avant par l'utérus et le vagin et en arrière par le rectum ;
- Abcès de Douglas, suppuration de la cavité de Douglas, rencontrée en général en cas d'appendicite ou d'infection génitale haute ;
- Douglassite, péritonite localisée.